# Wedelia
Die Pflanzengattung Wedelia gehört zur Unterfamilie der Asteroideae innerhalb der Familie der Korbblütler (Asteraceae).

## Beschreibung

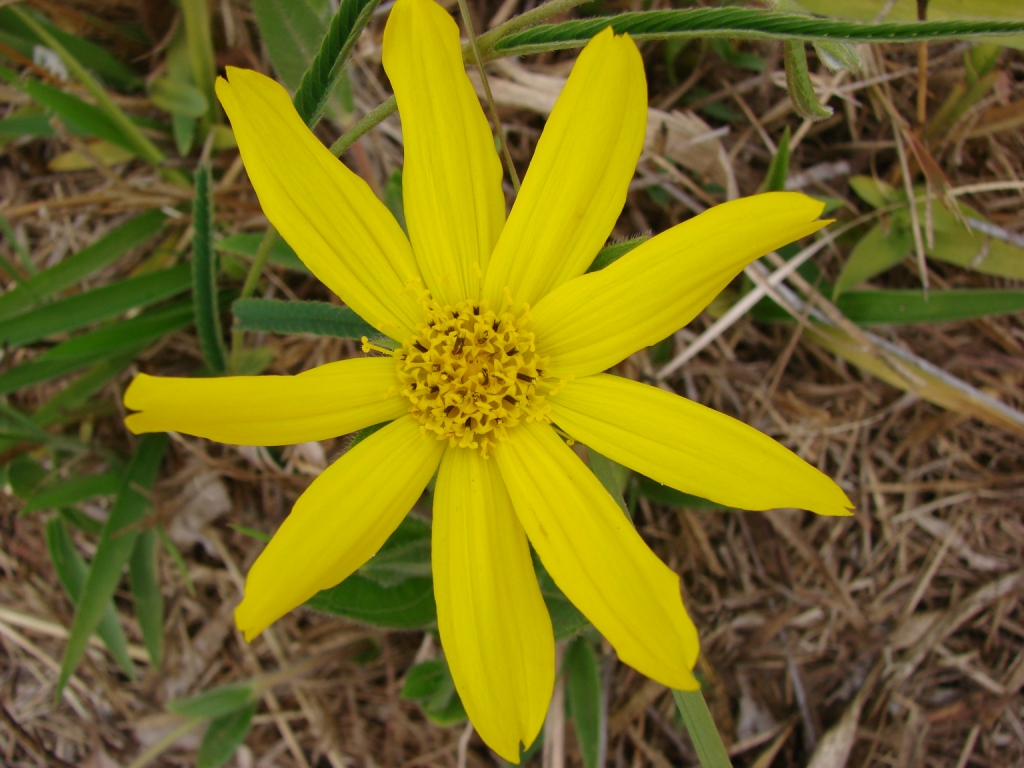
Blütenkorb von Wedelia foliacea

### Vegetative Merkmale
Wedelia-Arten sind einjährige bis ausdauernde krautige Pflanzen oder verholzende Pflanzen, die als Halbsträucher bis Sträucher wachsen. Sie erreichen je nach Art Wuchshöhen seltener 10 bis 50, meist 100 bis zu 250 Zentimeter. Die meist aufrechten oder niederliegenden Sprossachsen sind in der Nähe ihrer Basis und/oder auf ihrer ganzen Länge verzweigt.
Die gegenständig an der Sprossachse verteilt angeordneten Laubblätter sind in Blattstiel und Blattspreite gegliedert oder seltener sitzend. Die einfachen Blattspreiten sind bei einer Länge von 1 bis 15 Zentimetern sowie einer Breite von bis zu 8 Zentimetern meist kellenförmig, lanzettlich, lanzettlich-linealisch bis eiförmig, elliptisch, linealisch, seltener fadenförmig, deltaförmig, oder manchmal mehr oder weniger dreilappig mit stumpfem bis spitzem oberen Ende. Die Spreitenbasis ist keilförmig bis gestutzt. Die Blattränder sind mehr oder weniger grob gezähnt bis fast glatt. Die Blattflächen sind meist rau oder striegelig behaart, manchmal mit feineren oder hakenförmigen Trichomen dazwischen und meist drüsig behaart. Es sind meist drei Hauptnerven vorhanden, manchmal liegt Fiedernervatur vor.

### Generative Merkmale
Die körbchenförmigen Blütenstände stehen auf kurzen bis langen Korbschäften einzeln oder in locker verzweigten, schirmtraubigen Gesamtblütenständen zusammen.
Die Blütenkörbe sind scheibenförmig. Die Hüllen (Involucrum) sind bei Durchmessern von 4 bis 8, selten bis zu 15 Millimetern verkehrt-kegelförmig bis halbkugelig und enthalten in meist zwei bis drei oder seltener vier bis mehr Reihen 8 bis 16 oder mehr haltbare Hüllblätter. Die äußeren Hüllblätter sind meist größer als die inneren. Die äußeren Hüllblätter besitzen grüne obere Enden und sind an ihrer Basis pergamentartig. Die inneren Hüllblätter sind in einem größeren Bereich pergamentartig und auf der Unterseite rau sowie oft bewimpert. Die Blütenstandsböden sind konvex. Die Spreublätter sind linealisch bis lanzettlich, längsgefaltet und pergamentartig bis trockenhäutig, oft purpur-rot überhaucht; mit einem gut entwickelten Kamm oder Flügel und einem kurzen farbigen Anhängsel am oberen Ende und kurz gelapptem Rand am unteren Ende; sie sind weitgehend kahl, nur spärlich kurz behaart an den Anhängseln.
Die Blütenkörbe enthalten keine oder 4 bis 18 Zungenblüten und 8 bis über 150 Röhrenblüten. Die fertilen weiblichen oder selten neutralen Zungenblüten (= Strahlenblüten) sind meist gelb bis orangefarben, seltener rot, rosa-, purpurfarben oder weiß. Die zwittrigen, fertilen Röhrenblüten (= Scheibenblüten) sind meist gelb bis orangefarben und manchmal mit purpurfarbenen Markierungen, selten purpurfarben. Ihre Kronröhre ist kürzer als bis gleich lang wie der trichterförmige bis zylindrische Schlund und die fünf Kronzipfel sind dreieckig. Die Theken der Staubbeutel sind schwarz.
Die meist braunen, bei einer Länge von 4 bis 5 Millimetern länglichen bis eiförmigen Achänen sind mehr oder weniger dimorph. Die äußeren Achänen sind manchmal etwas abgeflacht und schwach dreikantig und die inneren sind abgeflacht und bikonvex oder flach, manchmal etwas vierkantig. Einige oder alle Achänen sind geflügelt und alle mehr oder weniger geschnäbelt. Einige oder alle Achänen besitzen an ihrer Basis auffällige, gelbe, warzenartige Elaiosome. Der haltbare, auf einem Schnabel befindliche Pappus ist kelchförmig, geschlitzt und/oder gefranst becherförmig und es können selten zusätzlich bis zu drei grobe Borsten oder Grannen vorhanden sein.
Die Chromosomengrundzahl beträgt x = 11, 12, 13 oder vielleicht 23.

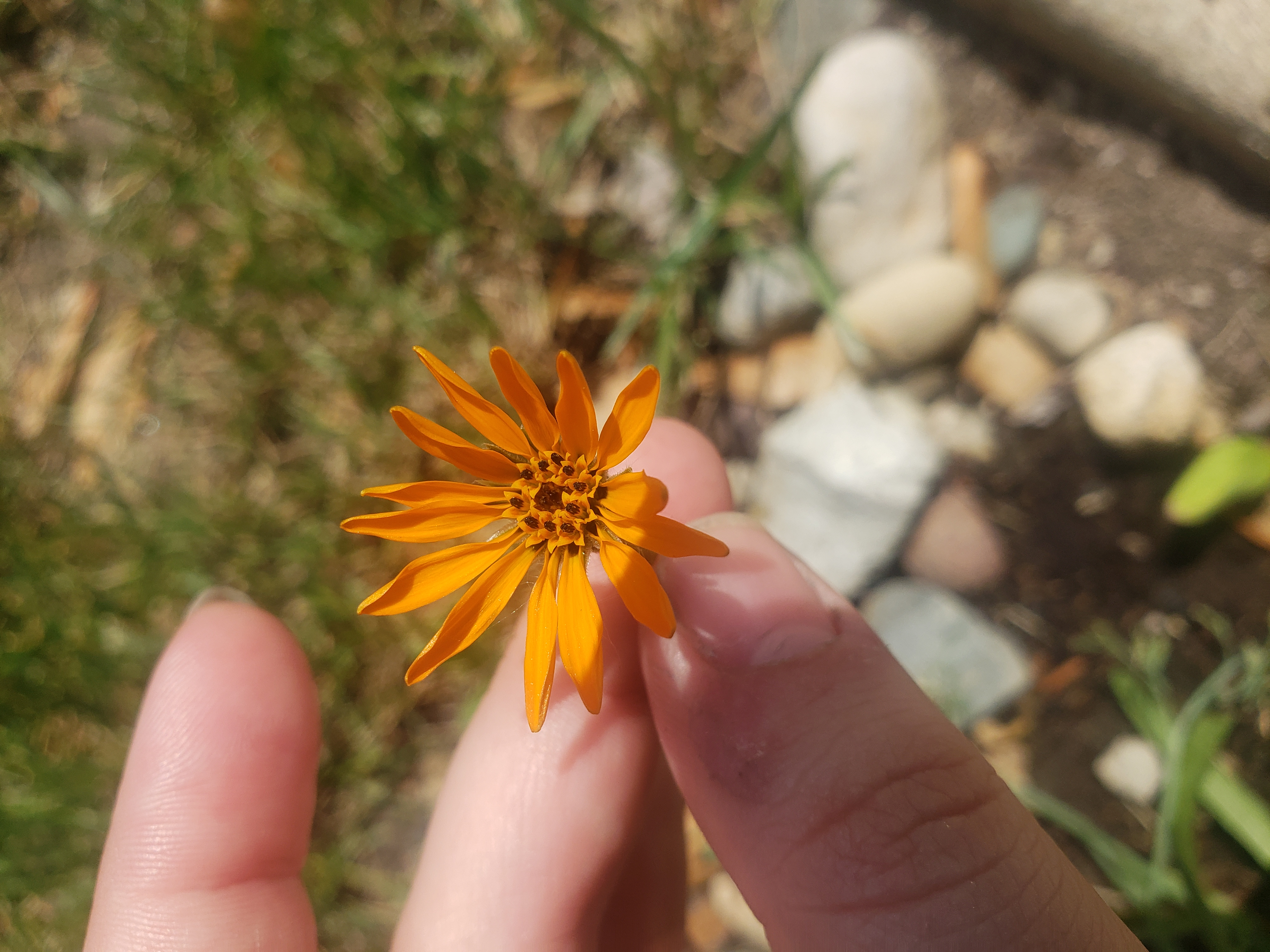
Blütenkorb von Wedelia acapulcensis

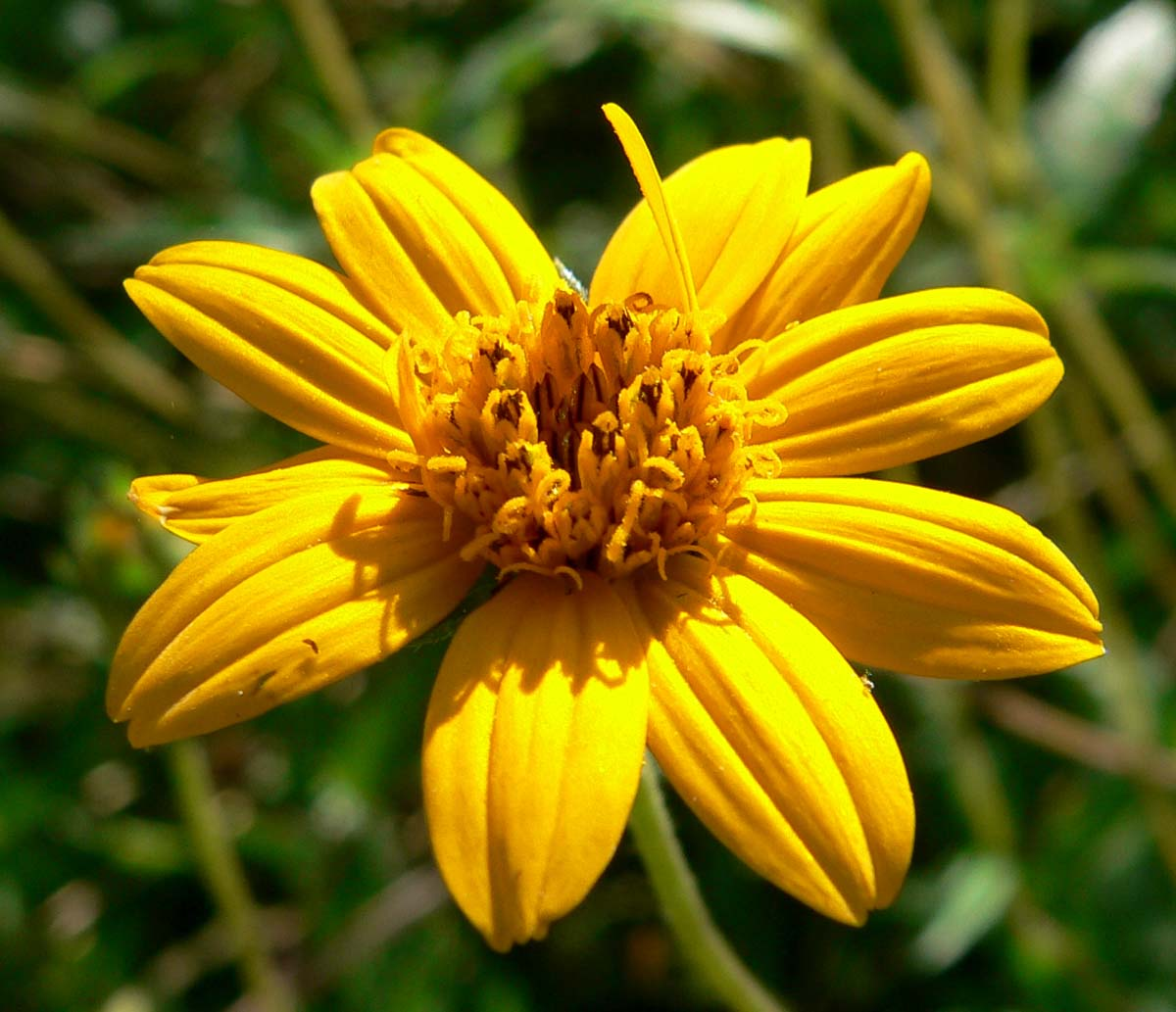
Blütenkorb von oben von Wedelia acapulcensis var. hispida

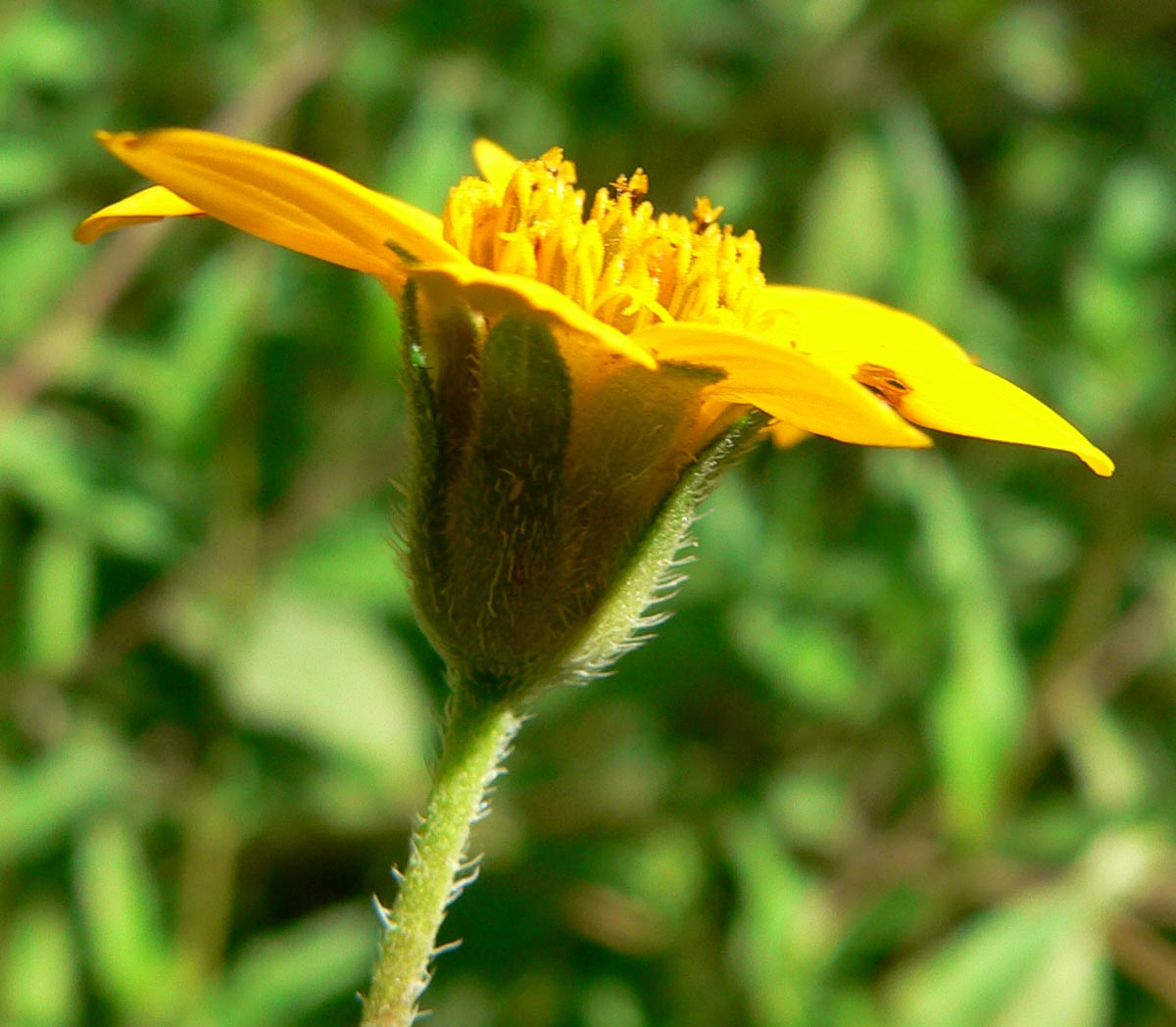
Blütenkorb von der Seite von Wedelia acapulcensis var. hispida

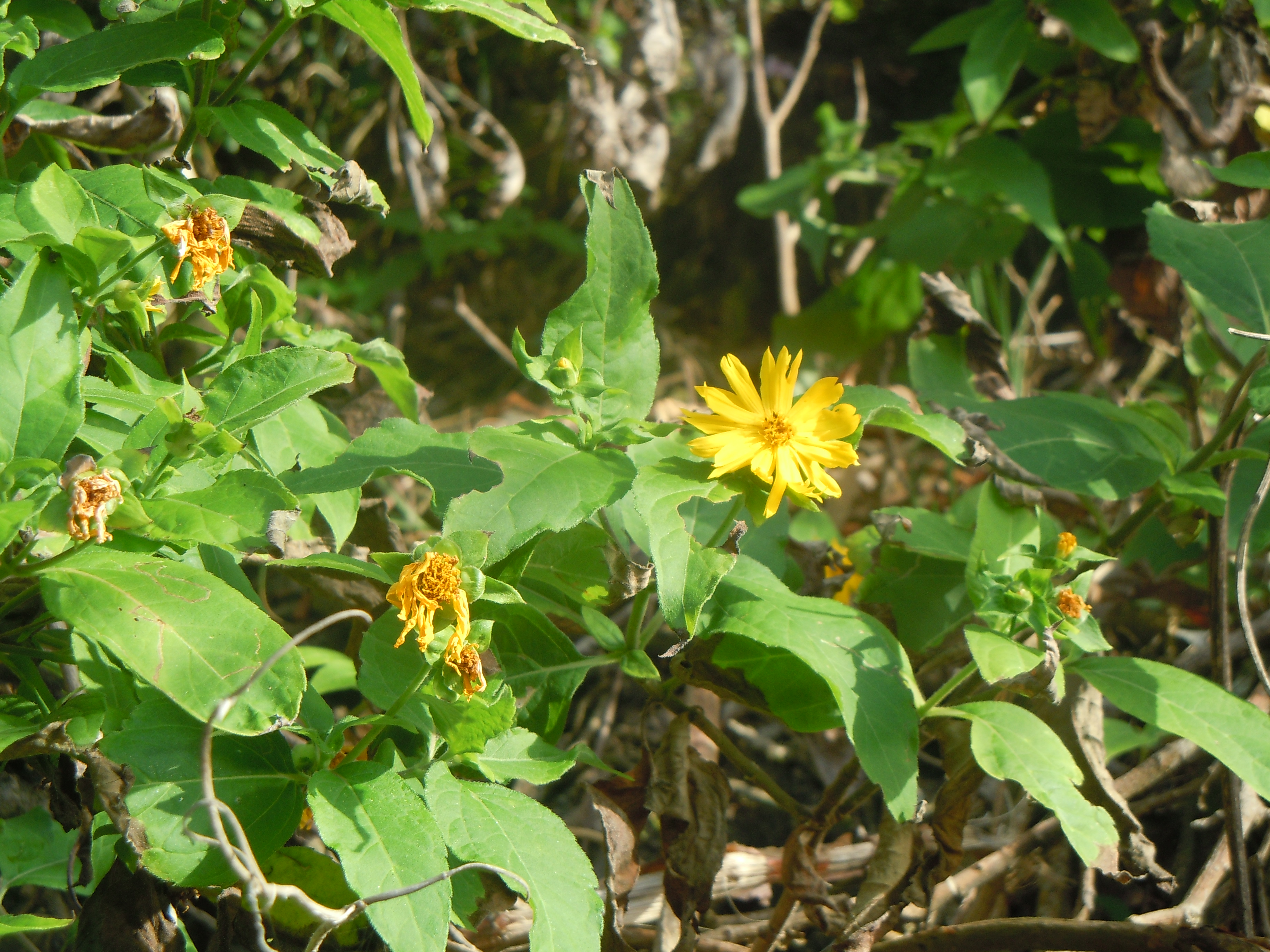
Gegenständige Laubblätter und Blütenkorb von Wedelia fruticosa

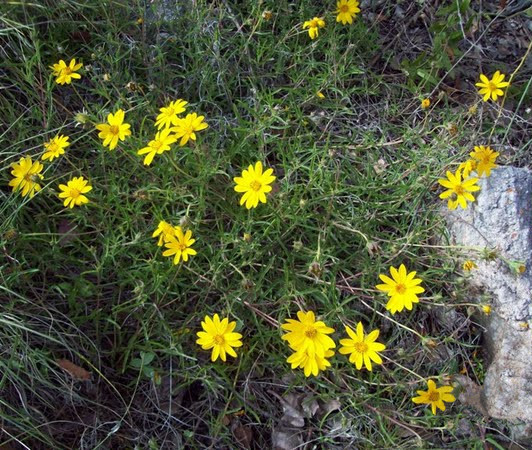
Habitus und Blütenkörbe von Wedelia montevidensis

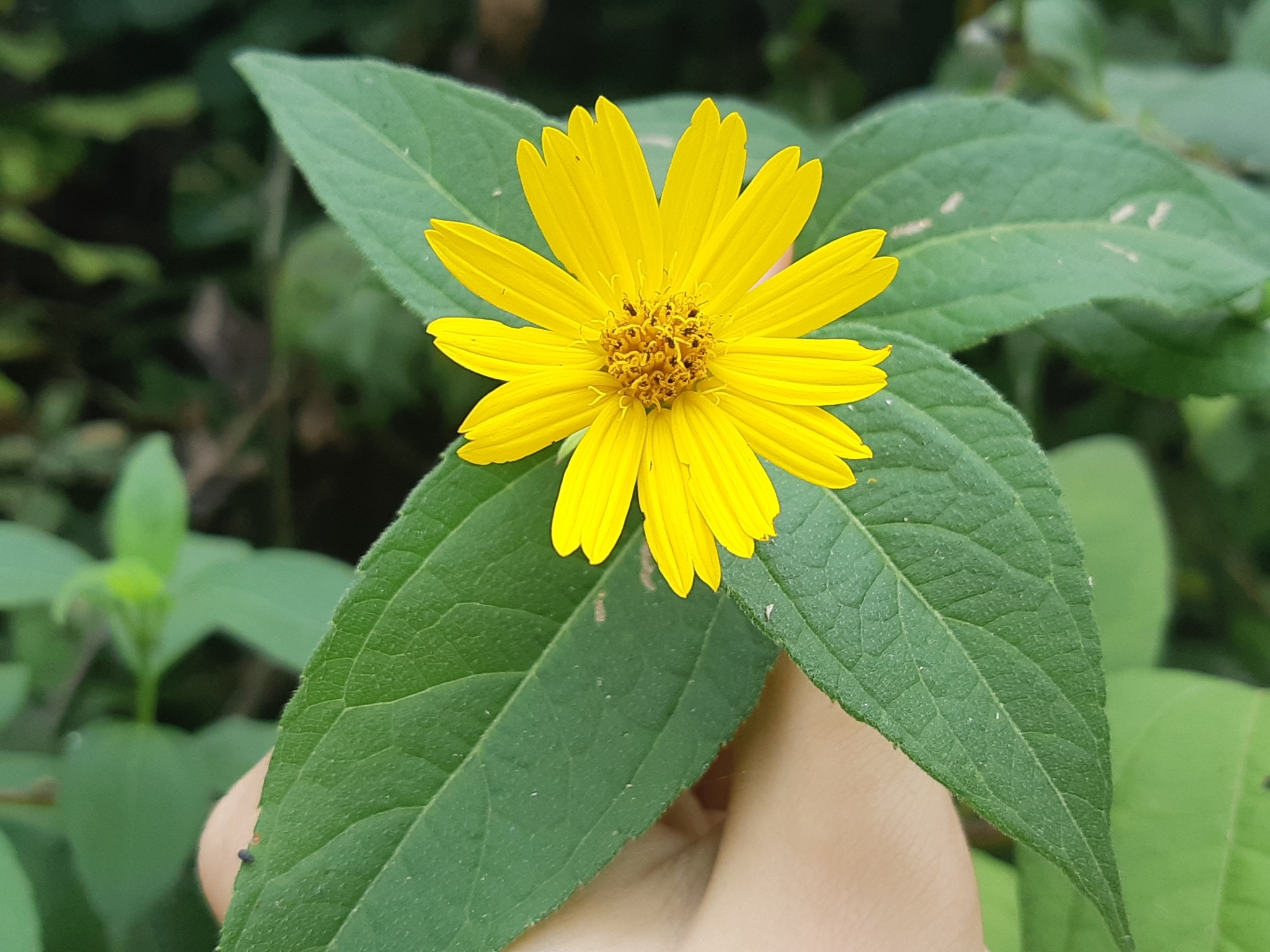
Laubblätter und Blütenkorb von Wedelia oxylepis

## Systematik und Verbreitung
Die Gattung Wedelia wurde 1760 durch Nicolaus Joseph von Jacquin in Enumeratio Systematica Plantarum, quas in insulis Caribaeis, Tomus 8, S. 28 aufgestellt. Der Gattungsname Wedelia ehrt den Botaniker George Wolfgang Wedel (1645–1721), einem Professor in Jena. Typusart ist Wedelia fruticosa Jacq. Synonyme für Wedelia Jacq. nom cons. sind: Anomostephium DC., Anthemiopsis Bojer ex DC., Coronocarpus, Dipterotheca Sch.Bip., Dipterotheca Sch.Bip., Gymnolomia Kunth, Harpephora Endl., Menotriche Steetz, Stemmodontia Cass., Thelechitonia Cuatrec., Trichostemma Cass., Trichostephium Cass., Trichostephus Cass. nom. superfl., Wedelia sect. Cyathophora DC., Wedelia sect. Wedelia, Wirtgenia Sch.Bip.
Die Gattung Wedelia gehört zur Subtribus Ecliptinae aus der Tribus Heliantheae in der Unterfamilie Asteroideae innerhalb der Familie der Asteraceae.
2013 bearbeitete Orchard den Wollastonia DC. ex Decne. / Melanthera Rohr / Wedelia Jacq. Gattungskomplex, dabei wurde der Umfang dieser Gattungen wesentlich geändert.
Alle Arten außerhalb der Neotropis waren in andere Gattungen gestellt. In der Flora of North America waren nur etwa 25 Arten in der Gattung Wedelia
Seit Orchard 2013 gehören zur Gattung Wedelia s. l. etwa 100 Arten, von denen etwa 75 in der Neotropis und etwa 25 in Afrika sowie Madagaskar vorkommen:
- Wedelia acapulcensis Kunth: Die etwa sieben Unterarten sind von Texas über Mexiko bis Costa Rica oder sogar bis Kolumbien verbreitet.[5][2][1]
- Wedelia aggregata (Greenm.) B.L.Turner[5]
- Wedelia alagoensis Baker[5]
- Wedelia almedae H.Rob.[5]
- Wedelia ambigens S.F.Blake[5]
- Wedelia avilensis (Aristeg. & Steyerm.) B.L.Turner[5]
- Wedelia ayerscottiana B.L.Turner[5]
- Wedelia bahamensis (Britton) Schulz ex O.E.Schulz[5]
- Wedelia bahiensis H.Rob.[5]
- Wedelia baorucana Alain[5]
- Wedelia bishopii H.Rob.[5]
- Wedelia buphthalmoides (DC.) Griseb.[5]
- Wedelia calycina Rich.
- Wedelia caribaea Spreng.[5]
- Wedelia chihuahuana B.L.Turner[5]
- Wedelia chinensis (Osbeck) Merr.[5]
- Wedelia cordiformis McVaugh[5]
- Wedelia cronquistii B.L.Turner[5]
- Wedelia cunninghamii DC.[5]
- Wedelia cylindrocephala (H.Rob.) B.L.Turner: Sie kommt nur im brasilianischen Bundesstaat Minas Gerais vor.[1]
- Wedelia ehrenbergii Less.[5]
- Wedelia elottiana B.L.Turner[5]
- Wedelia fertilis McVaugh[5]
- Wedelia filipes Hemsl.[5]
- Wedelia forsteriana Endl.[5]
- Wedelia fruticosa Jacq.[5]
- Wedelia gentryi B.L.Turner[5]
- Wedelia glauca (Ortega) Hoffm. ex Hicken[5]
- Wedelia gonzaleziarum B.L.Turner[5]
- Wedelia goyazensis Gardner[5]
- Wedelia grandiflora Benth.[5]
- Wedelia grayi McVaugh[5]
- Wedelia greenmanii B.L.Turner[5]
- Wedelia hatschbachii H.Rob.[5]
- Wedelia helianthoides Kunth[5]
- Wedelia heringeri H.Rob.[5]
- Wedelia heterophylla Rusby[5]
- Wedelia hintoniorum B.L.Turner[5]
- Wedelia hispida Kunth[5]
- Wedelia hispidula (Baker) J.U.Santos[5]
- Wedelia holwayi S.F.Blake[5]
- Wedelia hookeriana Gardner[5]
- Wedelia iners (S.F.Blake) Strother[5]
- Wedelia isolepis S.F.Blake[5]
- Wedelia juxtlahuacana B.L.Turner[5]
- Wedelia keilii B.L.Turner[5]
- Wedelia kerrii N.E.Br.[5]
- Wedelia kirkbridei H.Rob.[5]
- Wedelia lanceolata DC.[5]
- Wedelia latifolia DC.[5]
- Wedelia ligulifolia (Standl. & L.O.Williams) Strother[5]
- Wedelia longifolia Mart. ex Baker[5]
- Wedelia longipes Klatt[5]
- Wedelia loxensis H.Rob.[5]
- Wedelia lundii DC.[5]
- Wedelia macedoi H.Rob.[5]
- Wedelia macrodonta DC.[5]
- Wedelia mexicana (Sch.Bip.) McVaugh[5]
- Wedelia modesta Baker[5]
- Wedelia montana (Blume) Boerl.[5]
- Wedelia montevidensis (Spreng.) B.L.Turner: Sie kommt von Brasilien bis Argentinien vor.[1]
- Wedelia oligocephala Baker[5]
- Wedelia pallida Gardner[5]
- Wedelia parviflora Rich.[5]
- Wedelia pedunculosa DC.[5]
- Wedelia penninervia S.F.Blake[5]
- Wedelia pertenuis H.Rob.[5]
- Wedelia pilosa Baker[5]
- Wedelia pimana B.L.Turner[5]
- Wedelia procumbens (Baker) B.L.Turner
- Wedelia puberula DC.[5]
- Wedelia purpurea (Greenm.) B.L.Turner[5]
- Wedelia regis H.Rob.[5]
- Wedelia reticulata DC.[5]
- Wedelia rosei (Greenm.) McVaugh[5]
- Wedelia rudis (Baker) H.Rob.[5]
- Wedelia rugosa Greenm.[5]
- Wedelia saltensis Cabrera[5]
- Wedelia scabra (Cav.) B.L.Turner[5]
- Wedelia scandens Roxb.[5]
- Wedelia serrata Rich.[5]
- Wedelia simsioides McVaugh[5]
- Wedelia souzae H.Rob.[5]
- Wedelia strigosa Hook. & Arn.[5]
- Wedelia stuebelii Hieron.[5]
- Wedelia subalpestris (Baker) J.U.Santos[5]
- Wedelia subpetiolata (Baker) B.L.Turner: Sie kommt nur im brasilianischen Bundesstaat Minas Gerais vor.[1]
- Wedelia subvaginata N.E.Br.[5]
- Wedelia subvelutina DC.[5]
- Wedelia symmetrica Rusby[5]
- Wedelia talpana B.L.Turner[5]
- Wedelia tambilloana B.L.Turner[5]
- Wedelia tehuantepecana B.L.Turner[5]
- Wedelia thouarsii (A.DC.) H.Rob.: Sie kommt in Madagaskar vor.[1]
- Wedelia trichostephia DC.[5]
- Wedelia triloba (L.) Hitchc.[5]
- Wedelia urbani O.E.Schulz[5]
- Wedelia vauthieri DC.[5]
- Wedelia veadeirosensis H.Rob.[5]
- Wedelia vexata Strother[5]
- Wedelia xylopoda (Greenm.) B.L.Turner[5]

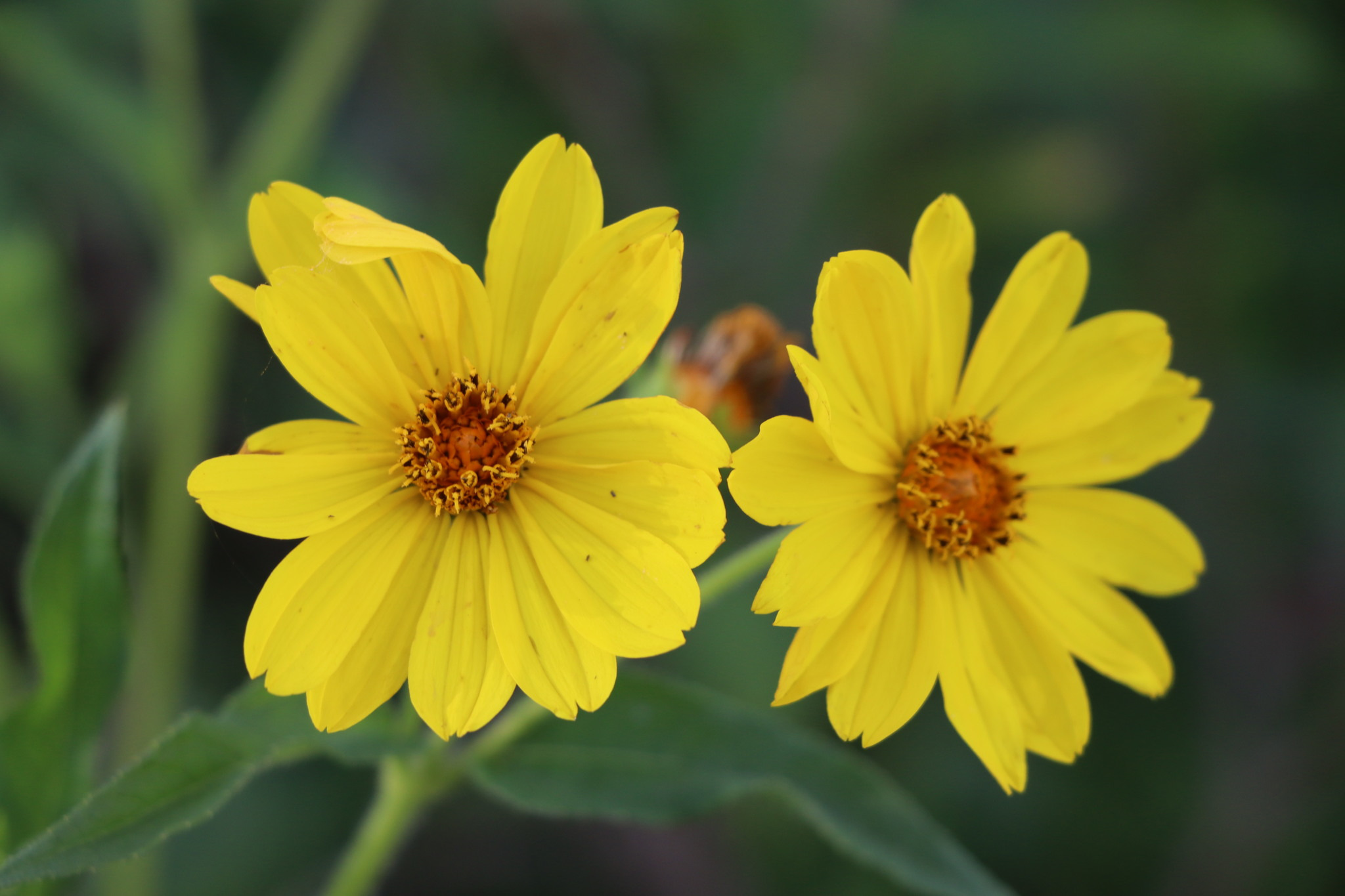
Blütenkorb von Apowollastonia spilanthoides

Die Arten der Sektion Wedelia sect. Wollastonia (DC. ex Decne.) Benth. & Hook. f. sind in der Gattung Wollastonia DC. ex Decne. (Syn.: Niebuhria Neck. ex Britton, Niebuhria Neck. ex Britten, Seruneum Rumph. ex Kuntze): Sie enthält etwa 20 Arten, von denen 16 nur in Hawaii und zwei nur in Australien und eine auf wenigen pazifischen Inseln vorkommen.
Die 13 australasischen Arten sind seit 2013 in der neuen Gattung Lipoblepharis Orchard und Apowollastonia Orchard (Syn.: Niebuhria Neck.).